# 新普拉察 (赫爾松州)
46°18′32″N 34°58′5″E / 46.30889°N 34.96806°E
新普拉察（烏克蘭語：Нова Праця）是位於烏克蘭南部的村莊，由赫爾松州海尼切斯克區的海尼切斯克市镇負責管轄。該村始建於1926年，面積13平方公里，海拔高度19米，2001年人口92，人口密度每平方公里7.1人。